# Martina Sitt
Martina Sitt (* 1963) ist eine deutsche Kunsthistorikerin und Hochschullehrerin.

## Ausbildung und Wirken
Nach dem Abitur am Inda-Gymnasium in Aachen-Kornelimünster 1982 studierte Martina Sitt bis 1990 Kunstgeschichte, Geschichte, Komparatistik, Philosophie und Volkswirtschaft (Grundlagen) in Bonn, Wien und Freiburg im Breisgau. 1990 promovierte sie in Freiburg mit einer Arbeit über „Kriterien der Kunstkritik – Jacob Burckhardts unveröffentlichte Ästhetik als Schlüssel seines Rangsystems“. Anschließend folgten bis 1992 Forschungsprojekte u. a. am Kunsthistorischen Museum Wien, der Technischen Universität Wien und in der Residenzgalerie Salzburg. 1992 bis 1999 war Martina Sitt Leiterin der Gemäldegalerie im Kunstmuseum Düsseldorf und 2000–2010 Leiterin der Galerie Alter Meister der Hamburger Kunsthalle. Seit 2010 lehrt sie als Professorin für Mittlere und Neuere Kunstgeschichte an der Kunsthochschule Kassel der Universität Kassel.

## Schriften (Auswahl)
Ausführliche Veröffentlichungslisten mit rund 170 Titeln auf der privaten Internetseite von Martina Sitt (Link, abgerufen am 10. Mai 2021)
- Kriterien der Kunstkritik – Jacob Burckhardts unveröffentlichte Ästhetik als Schlüssel seines Rangsystems. Böhlau, Wien, Köln, Weimar 1992, ISBN 978-3-205-05518-1 (= Dissertation).
- Auch ein Bild braucht einen Anwalt. Walter Cohen – Leben zwischen Kunst und Recht. München 1994, ISBN 3-422-06128-2.
- Duell an der Wand. Carl Friedrich Lessing, die Hussiten-Gemälde. Düsseldorf 2000, ISBN 3-930450-59-3.
- Pieter Lastman, die Verstoßung der Hagar. Ein Werk aus der Hamburger Kunsthalle, Glockengießerwall, Hamburg. Berlin 2002, ISBN 3-7861-2445-0.
- Die Kasseler Hofbildhauer Heyd – eine Annäherung. Ludwig Daniel Heyd (1743–1801) und Johann Wolfgang Heyd (1749–1798). Kassel 2017, ISBN 3-7376-0322-7.